# 第一号哨戒特務艇
第一号哨戒特務艇（だいいちごうしょうかいとくむてい）は、日本海軍の特務艇（哨戒特務艇）。第一号型哨戒特務艇の1番艇。

## 艇歴
マル戦計画の特務艇、第2121号艦型の1番艇、仮称艦名第2121号艦として計画。1944年11月5日、第一号哨戒特務艇と命名されて第一号型哨戒特務艇の1番艇に定められ、本籍を横須賀鎮守府と仮定。1945年1月25日、船体概成により株式会社山西造船鉄工所から横須賀海軍工廠へ引き渡し。3月27日竣工し、本籍を横須賀鎮守府に定められ、連合艦隊第二十二戦隊第一監視艇隊に編入。哨戒線へ出撃した記録は残されていない。
7月1日、第一監視艇隊から削除され舞鶴防備隊に編入。以後法令、令達、通牒等に全く記載が無いため消息不明。終戦時は横須賀に所在していたと推定されている。
1947年5月3日、第一号哨戒特務艇は海軍編制の廃止に伴い除籍された。